# National Symphony Orchestra
Le National Symphony Orchestra (NSO) (anciennement National Symphony Orchestra of Washington DC), basé à Washington, est un orchestre symphonique des États-Unis d'Amérique. 

## Historique
L'orchestre est fondé par Hans Kindler en 1931. L'orchestre réalise 24 concerts pour sa première saison.
L'orchestre est en résidence au Kennedy Center.

## Directeurs musicaux
- Hans Kindler (1931-1949)
- Howard Mitchell (1949-1969)
- Antal Doráti (1970-1977)
- Mstislav Rostropovitch (1977-1994)
- Leonard Slatkin (1996-2008)
- Iván Fischer (2008-2010)
- Christoph Eschenbach (2010–2017)
- Gianandrea Noseda (2017–présent)

## Discographie
Avec Antal Doráti, l'orchestre a gravé la quasi-totalité des ouvertures et poèmes symphoniques de Tchaïkovski.